# Dinmuhambet Súleımenov
Dinmuhambet Súleımenov (Kentau, 8 gennaio 1981) è un ex giocatore di calcio a 5 kazako.

## Carriera
Con la nazionale maschile di calcio a 5 del Kazakistan ha disputato una Coppa del Mondo e due edizioni del campionato europeo.

## Palmarès
- Coppa UEFA: 2
Kairat: 2012-13, 2014-15
- Coppa Intercontinentale: 1
Kairat: 2014